# Римский бетон

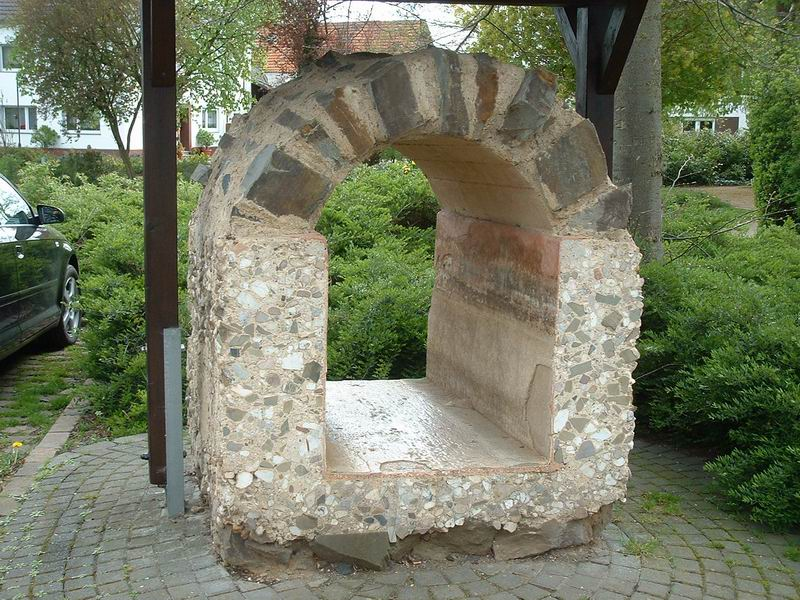
Часть бетонного древнеримского трубопровода

Римский бетон (лат. opus caementicium), слово Caementum означало «бутовый камень», «тёсаный камень» и также каменные составляющие для наполнения полостей несущих стен. 
Состоял из смеси промытого песка и связующего компонента, с наполнителем из щебня. В качестве связующего вещества применяли известь с добавлением природной или искусственной керамики (пуццолан, пемза, кирпич). Эти компоненты насколько возможно тонко измельчали, смешивали с песком, добавляли воду, перемешивали до полной однородности, затем добавляли наполнитель и перемешивали, полученную пластичную смесь заливали в опалубку и уплотняли трамбовкой. После затвердевания бетона опалубку снимали. 
Соотношение в смеси песок — связующее зависело от её назначения (массив, стяжка, кладка, штукатурка) и колебалось от 3:1 до 2:1. В 2023 году в журнале Science была опубликована статья о восстановлении технологии производства бетона, который использовался при строительстве в Древнем Риме. В результате исследований установлено, что замешивание бетонов производилось горячим методом при высоких температурах с применением совместно с гашенной либо вместо неё негашёной извести. Эта технология позволяло древнеримскому бетону "самовосстанавливаться" в процессе образования трещин в структуре бетона путём заполнения их известью при попадании влаги, а также придавало большую прочность. Ранее эти включения считались некачественным замешиванием исходного состава. Результат данных исследований пригоден к внедрению и в современных методах создания бетонов. В целом технологии бетонов живы и сейчас, только вместо смеси извести с вулканическими продуктами применяют портландцемент. До наших дней дошло множество древнеримских бетонных строений и сооружений, в том числе и уникальные, например Пантеон (является рекордсменом по величине купола из неармированного бетона во всём мире) или акведуки и дамбы. 
Виды стенной кладки, в которых применялся бетон:
- Opus incertum
- Opus reticulatum
- Opus quadratum
- Opus testaceum